# PGC 95415
LEDA/PGC 95415 ist eine Spiralgalaxie vom Hubble-Typ Sc im Sternbild Horologium am Südsternhimmel. Sie ist schätzungsweise 807 Millionen Lichtjahre von der Milchstraße entfernt.

Im selben Himmelsareal befinden sich u. a. die Galaxien NGC 1356, IC 1947, IC 1950, IC 1959.